# 야생화 (1991년 영화)
야생화(Wildflower)는 미국에서 방영된 TV 영화로 1991년작이다. 다이앤 키튼이 감독했으며 장르는 드라마, 로맨스이다. 사라 플래가니의 책을 영화형식으로 각색하여 방영됐다. 리즈 위더스푼의 초창기 작품이기도 하며 그녀의 연기 인생을 닦는 시초가 된 작품이다.

## 줄거리
청력 장애를 앓고 있는 주인공 소녀인 앨리스는 가정에서도 친구들 사이에서도 제대로 된 인간 대접을 받지 못하는 아이이다. 상처와 차별에 찢긴 엘리는 주위에 기댈 사람도 없는 아이는 계부의 학대로 허덕인다. 그러던 중 오두막에 있던 앨리스를 새미와 앨리 남매가 보게 되고 셋은 곧 친구가 된다. 하지만 계부는 낯선 사람과 친해졌다는 이유로 또다시 앨리스를 때리며 학대한다. 하지만 세 사람은 우정을 키워나가고 어린 나이임에도 친구인 앨리스가 함께 배울 수 있으면 좋겠다고 생각하게 된다. 전체적인 영화의 줄거리는 모든 사람이 치유받고 행복을 누릴 자격이 있다는 것이다.

## 캐스팅
- 패트리샤 아퀘트 : 앨리스 역
- 수잔 블레이클리 : 앨리스의 어머니
- 보 브리지스 : 잭 퍼킨스 역(세미의 엘리의 아버지)
- 윌리엄 맥나바라 : 새미 역
- 리즈 위더스푼 : 엘리 역